# Alchemilla monticola
Alchemilla monticola là loài thực vật có hoa trong họ Hoa hồng. Loài này được Opiz mô tả khoa học đầu tiên năm 1838.

## Hình ảnh

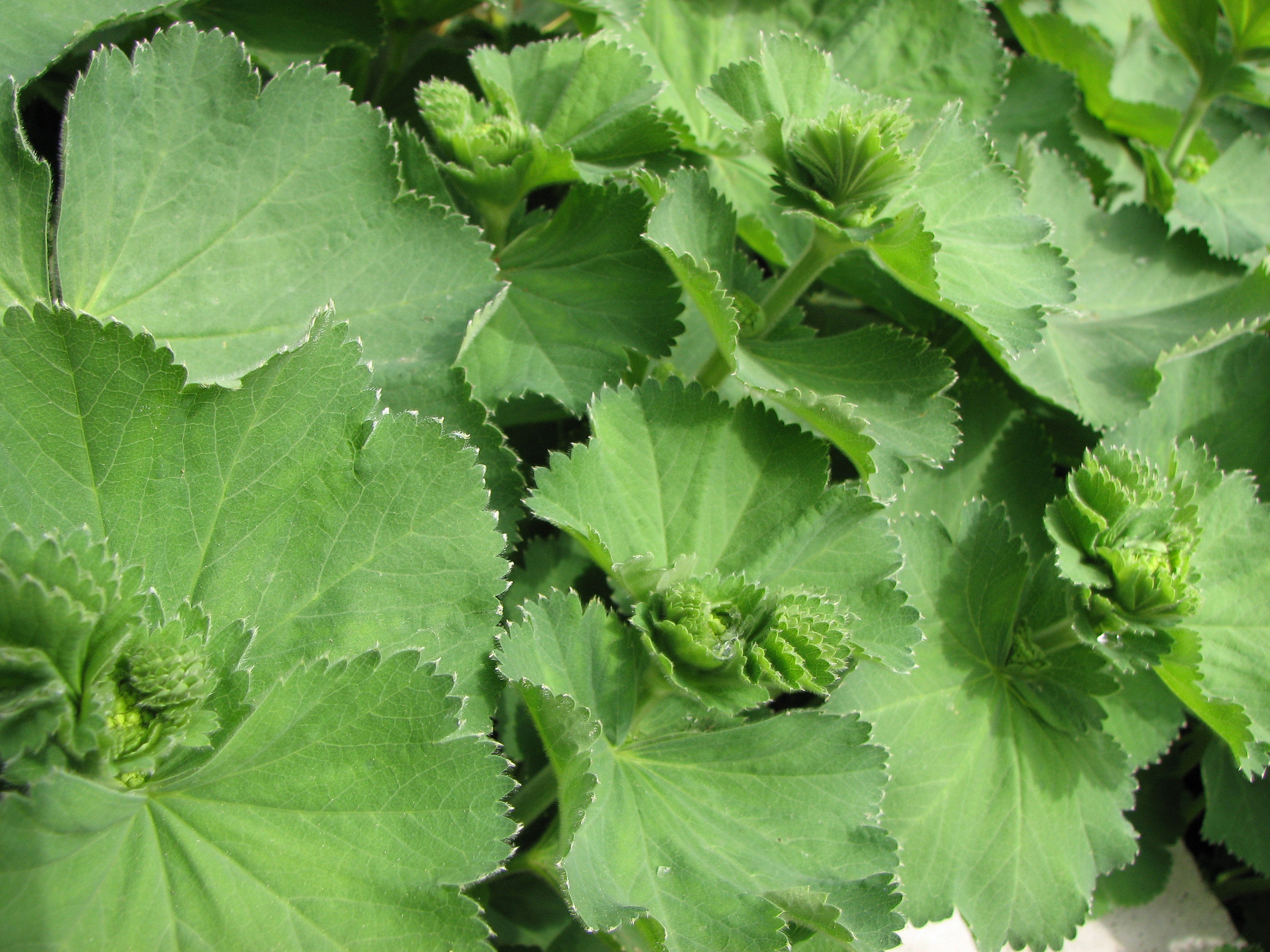
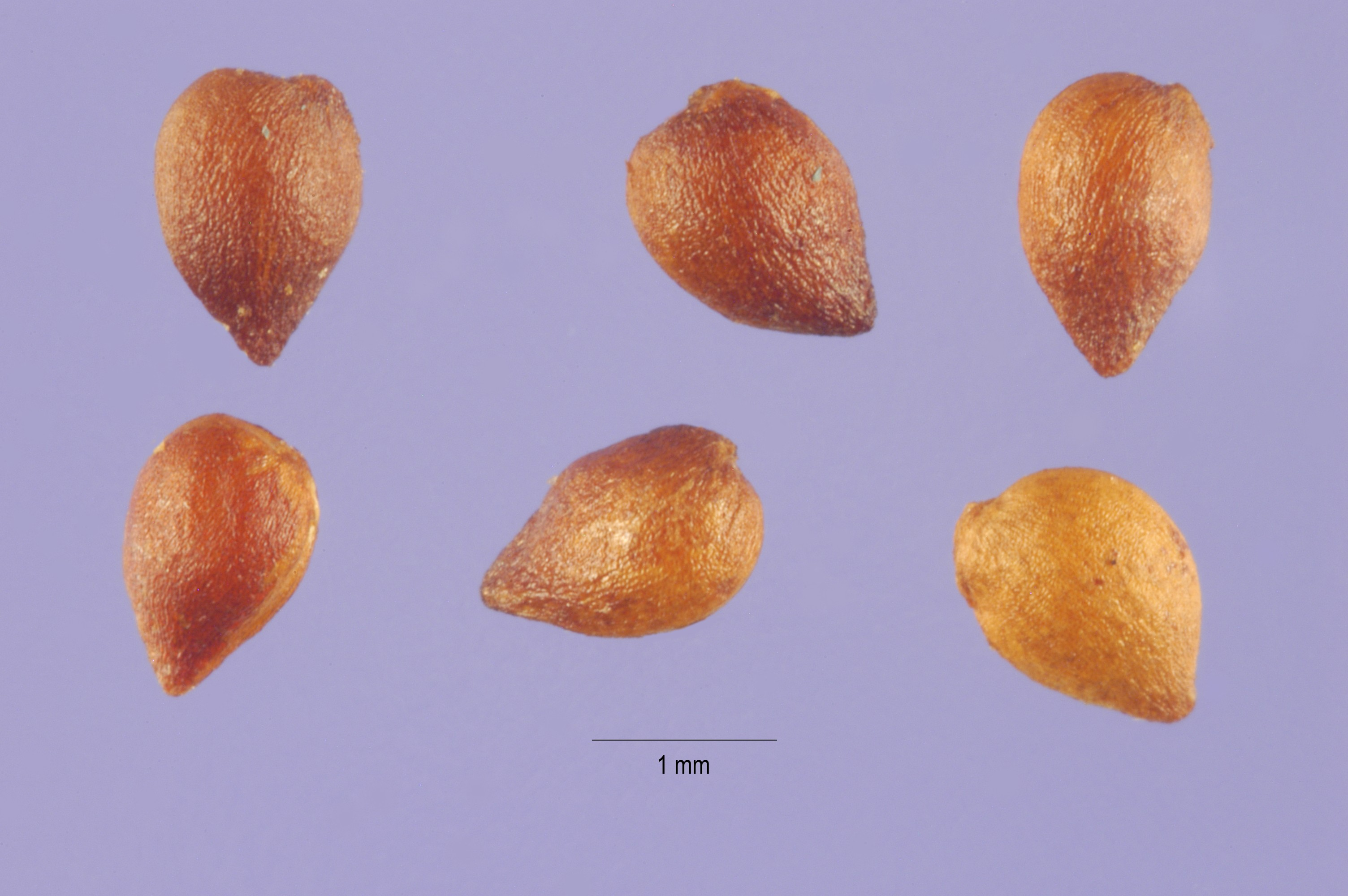
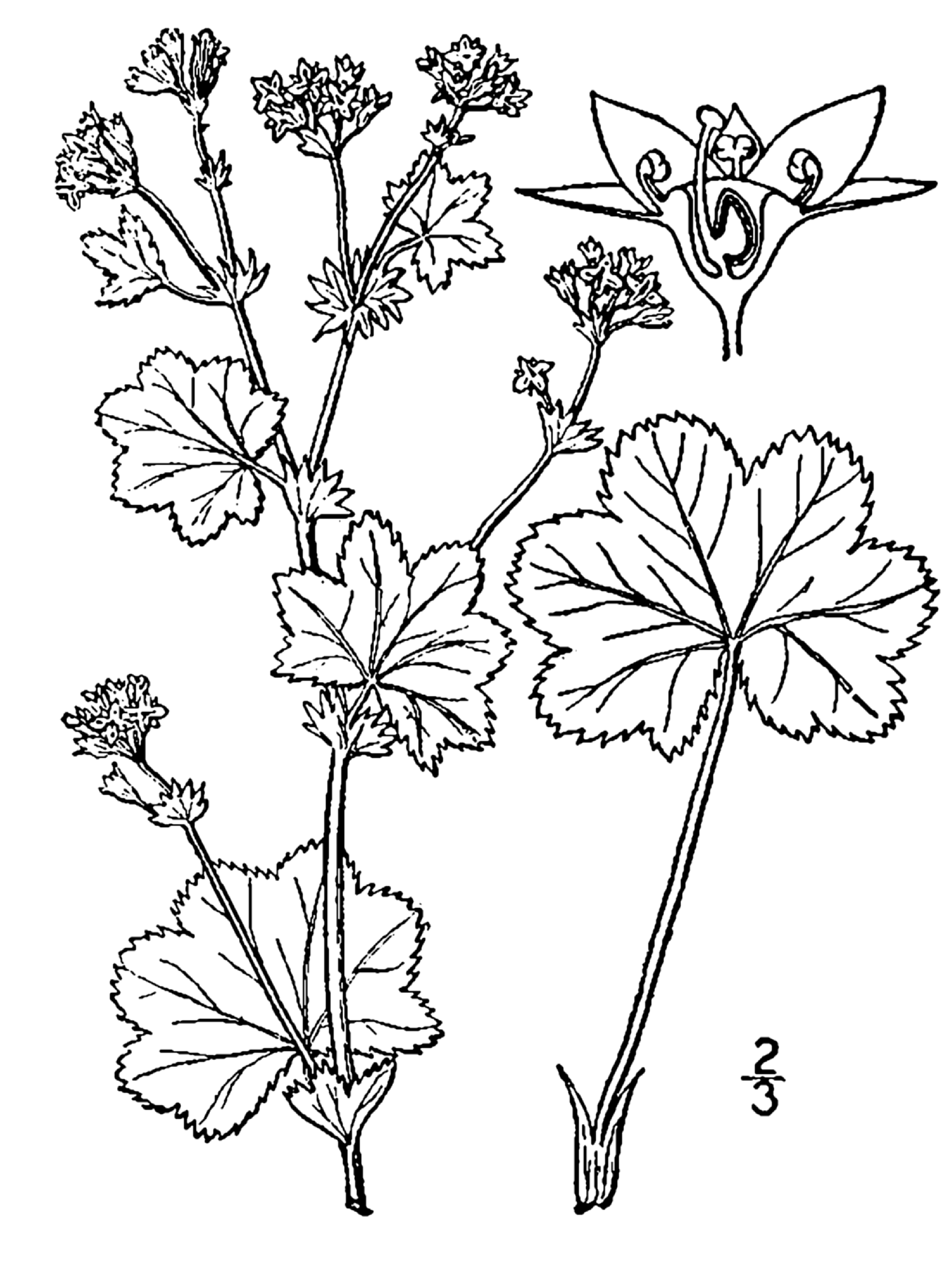